# Fatih Sultan Mehmet-bron
Fatih Sultan Mehmet-bron (turkiska: Fatih Sultan Mehmet Köprüsü) är den andra av tre broar i Istanbul som korsar Bosporen och länkar samman Europa och Asien; den första är 15 juli martyrernas bro, även kallad Den första Bosporenbron eller bara Bosporenbron, och den tredje är Yavuz Sultan Selim-bron, även kallad Den tredje Bosporenbron. Bron är 1 510 meter lång och 39 meter bred. Spannet mellan pylonerna är 1 090 m, vilket gör den till världens 15:e längsta hängbro. Bygget startade 1986 och den stod färdig 1989.
Bron är döpt efter den osmanske sultanen Mehmet II som erövrade Konstantinopel 29 maj 1453 och störtade Bysantinska riket.
Bron har i varje riktning fyra körfält för fordonstrafik och en vägren. På morgnarna går fem filer västerut och tre österut, men på kvällarna gäller det motsatta. Fotgängare får ej vistas på bron.